# Blåbröstad smaragd
Blåbröstad smaragd (Polyerata amabilis) är en fågel i familjen kolibrier.

## Utseende och läte
Hane blåbröstad smaragd har glittrande lilablått bröst, grönt på rygg och hjässa, ljusare gråaktig buk och mörk stjärt. Honan är mer dämpad i färgerna, med fläckat bröst och rosa längst in på undre näbbhalvan. Arten är i stort sett identisk med costaricasmaragden, men överlappar inte i utbredning.

## Utbredning och systematik
Fågeln förekommer från nordöstra Nicaragua till Colombia och Ecuador (väster om Anderna). Den behandlas som monotypisk, det vill säga att den inte delas in i några underarter.

### Släktestillhörighet
Arten placeras traditionellt i släktet Amazilia, men genetiska studier visar att arterna i släktet inte står varandra närmast. Den har därför flyttats till släktet Polyerata.

## Levnadssätt
Blåbröstad smaragd hittas i skogsbryn eller buskig ungskog. Där ses den relativt lågt ner.

## Status och hot
Arten har ett stort utbredningsområde, men tros minska i antal, dock inte tillräckligt kraftigt för att den ska betraktas som hotad. Internationella naturvårdsunionen IUCN listar arten som livskraftig (LC). Beståndet uppskattas till i storleksordningen en halv miljon till fem miljoner vuxna individer.